# Dioscorea nervata
Dioscorea nervata är en enhjärtbladig växtart som beskrevs av Reinhard Gustav Paul Knuth. Dioscorea nervata ingår i släktet Dioscorea och familjen Dioscoreaceae. Inga underarter finns listade i Catalogue of Life.